# Пономарёва, Мария Захаровна
Мария Захаровна Пономарёва (1900 — 01.11.1994) — птичница совхоза им. 62-й армии Городищенского района Сталинградской (Волгоградской) области, Герой Социалистического Труда (20.11.1958).
С 1933 года работала птичницей совхоза «Тракторный» (им. 62 армии) Городищенского (Дубовского) района Сталинградской (Волгоградской) области.
В 1958 году получила по 142 яйца от каждой из 10 тысяч кур-несушек. В последующем довела продуктивность птицы до 170 яиц.
В 1964 году ещё работала.
Герой Социалистического Труда (20.11.1958) — за выдающиеся успехи в труде. Награждена орденами и медалями.